# Medea-Denkmal

Medea mit einem goldenen Schaffell. Medea-Denkmal des georgischen Architekten Davit Khmaladze.

Das Medea-Denkmal ist ein Denkmal in der georgischen Hafenstadt Batumi auf dem Europaplatz im Zentrum der Altstadt.
Auf einem schlanken, mit weißem Marmor verkleideten Sockel steht die nach antikem Vorbild gestaltete Bronzestatue der kolchischen Prinzessin Medea. Diese präsentiert in der ausgestreckten Hand das Goldene Vlies – ein Symbol für Wohlstand und Glück des Volkes.
Die Statue der Medea wirkt erhaben durch den farblichen Kontrast der schlanken grün-patinierten Jungfrau und der vergoldeten Elemente ihrer Haartracht, des Widderfells und eines Ziergitters zu ihren Füßen. Während der Nachtstunden werden das Denkmal und die umgebenden Häuserfassaden durch Scheinwerfer farblich illuminiert. Der Platz bildet einen Treffpunkt für Jugendliche und Touristen. In der Umgebung des Denkmals befinden sich große öffentliche Verwaltungsgebäude, Luxushotels und der Uhrturm der Stadt.
Das Denkmal wurde im Juli 2007 bei einem Besuch des georgischen Staatspräsidenten Micheil Saakaschwili eingeweiht. In diesem Zusammenhang kritisierte die georgische Opposition den fehlenden Bezug der Medea zu Batumi, besonders aber die hohen Baukosten für das Denkmal, das sie als luxuriösen Prestigebau bezeichnete.